# L’Aldea
L’Aldea ist eine katalanische Gemeinde in der Provinz Tarragona im Nordosten Spaniens. Sie liegt in der Comarca Baix Ebre.

## Toponym
Der Ortsname stammt vom arabischen aḍ-ḍay‘ah (ضَيْعَة, 'Dorf') verfügt also sowohl über den arabischen als auch kastilischen bzw. katalanischen Artikel.